# Lenka Pichlíková-Burke

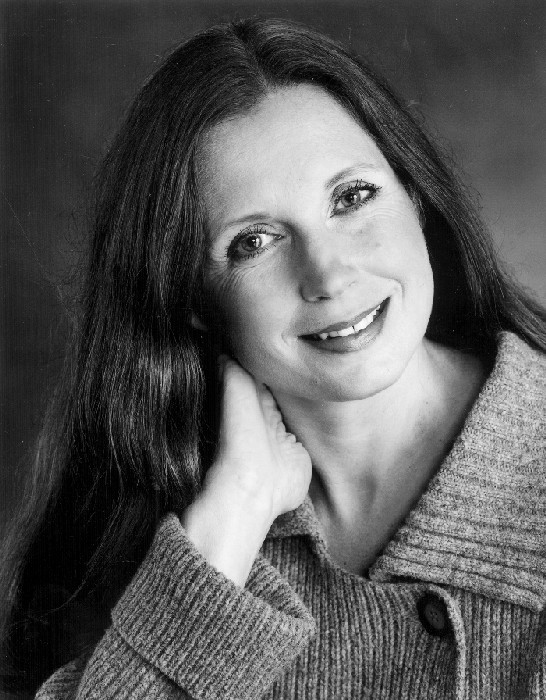
Lenka Pichlíková-Burke

Lenka Pichlíková-Burke (* 28. Juli 1954 in Prag) ist eine tschechische Schauspielerin, die seit 1982 in den Vereinigten Staaten lebt.

## Leben
Sie wurde als Tochter von Karel Pichlík und Anna Hodková, geb. Málková geboren. Im Jahr 1977 beendete Lenka Pichlíková ihr Studium an der Theaterfakultät der Akademie der Musischen Künste in Prag (DAMU). Sie war Mitglied des Jiří Wolker Theatre Company in Prag, wo sie bereits im Alter von neun spielte. Sie arbeitete anschließend im Theater am Geländer, dem Činoherní klub und dem Theater in den Weinbergen in Prag und war Gastkünstlerin am Nationaltheater in Prag. Während ihrer Karriere in der Tschechoslowakei spielte sie in über 40 Fernsehfilmen und in 12 Spielfilmen mit. Sie spielte unter anderem in Filmen von Karel Kachyňa (Begegnung im Juli) und Otakar Vávra (Dunkle Sonne).
Im Jahr 1982 kam sie in die USA, wo sie Theater spielte. Zu ihren Rollen gehörten Masha in  Tschechows Die Möwe (Theater West, Fort Worth, Texas) und Yelena in Onkel Wanja. Anschließend studierte sie mit Marcel Marceau in den USA und arbeitete als Pantomime in Mexiko, Frankreich, Texas, New York und in Connecticut. Im Jahr 2006 schrieb und spielte sie das Ein-Personen-Drama Three Women of Faith, das auf dem Leben von Hildegard von Bingen basiert.
Sie ist mit Marcus B. Burke verheiratet und hat mit ihm zwei Söhne.

## Theaterrollen

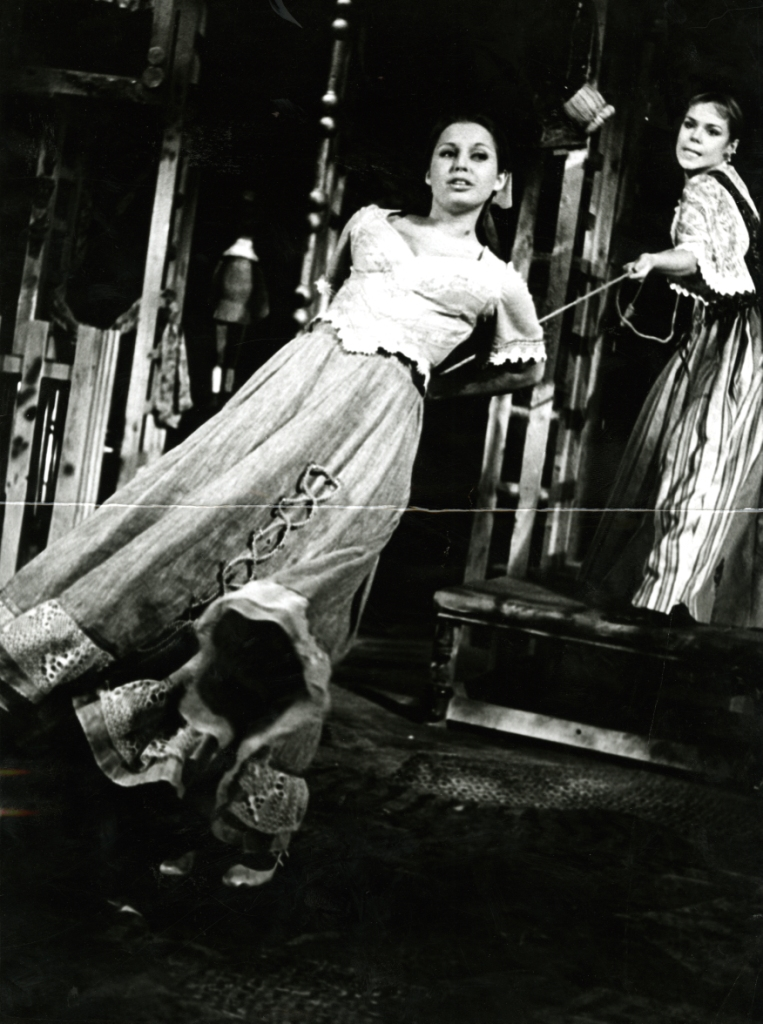
Lenka Pichlíková als Bianca und Dagmar Veškrnová als Katharina in: Der Widerspenstigen Zähmung (Jiří Wolker Theatre, Prag, 1978).
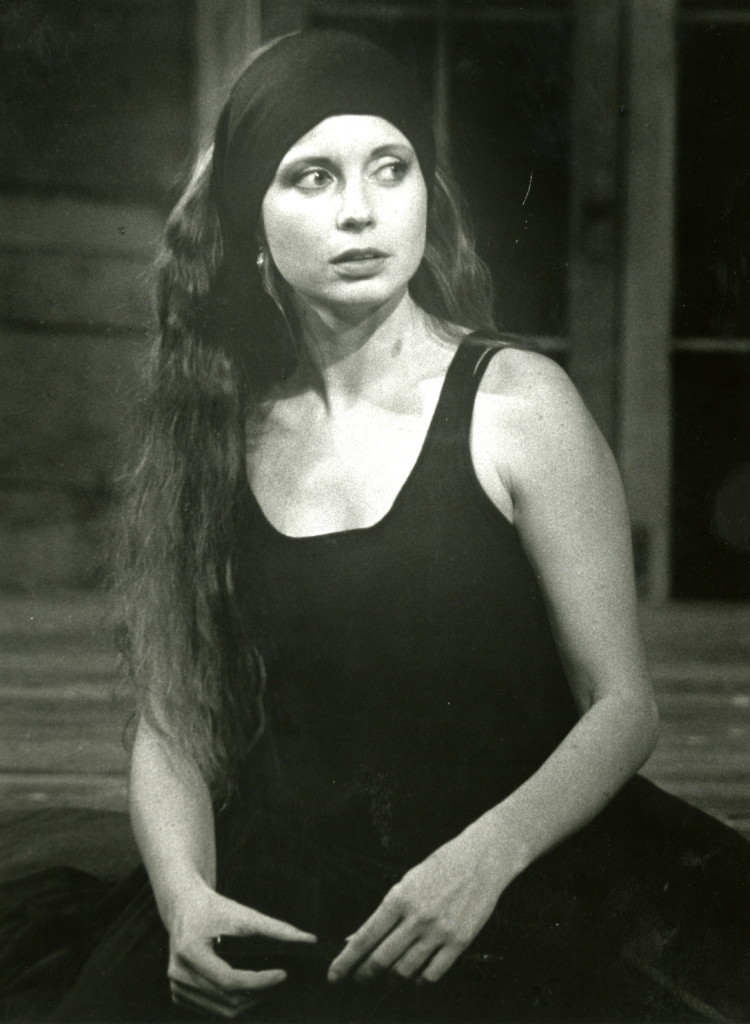
Lenka Pichlíková als Masha in: Anton Tschechows Die Möwe / The Seagull (Theatre West, Fort Worth, Texas).
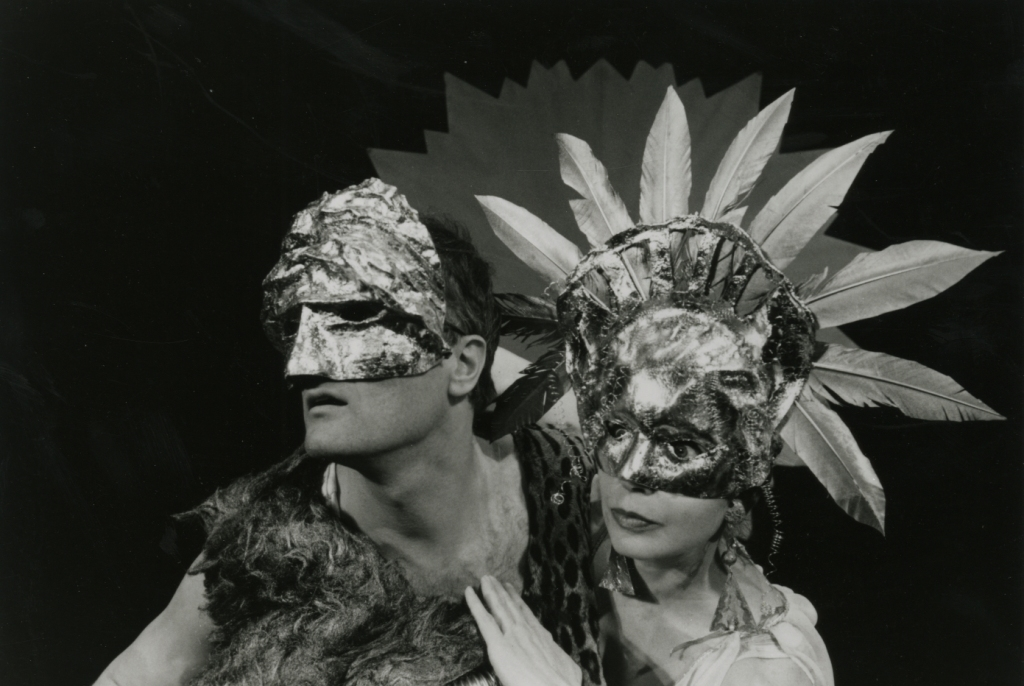
Lenka Pichlíková und Patrick McCluskey in Medea (International Festival of Arts and Ideas, 2000).
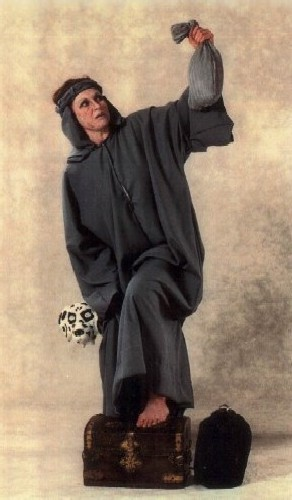
Lenka Pichlíková als Die Habgier in Sieben Hauptlaster und eine Tugend / Seven Deadly Sins and One Virtue (2002).

## Filmografie
- 1977 Setkání v červenci (Begegnung im Juli)
- 1979 Silvestr svobodného pána
- 1979 Chvíle pro píseň trubky
- 1979 Das unsichtbare Visier, die zweite Serie
- 1980 Temné slunce (Neutroneninferno)
- 1980: Die Schmuggler von Rajgrod
- 1981 Pozor, vizita! (Achtung, Visite)
- 1982 Čarbanice
- 1982 Ein Stück Himmel